# Трансгаз-Ставрополь
«Трансгаз-Ставрополь» — российский мужской волейбольный клуб из Кисловодска. Основан в 1993 году, ранее носил названия «Спартак» (1993—1997), «Кавказтрансгаз-Спартак» (1997—2007), «Кавказтрансгаз» (2007—2008), «Газпром-Ставрополь» (2008—2015). В 2020 году команда была расформирована.

## История
Волейбольный клуб «Спартак» в Георгиевске появился в 1993 году на базе грозненского «Автомобилиста», который после обострения политической и военной обстановки в Чечне с целью сохранения коллектива в полном составе переехал на Ставрополье.
Заняв место «Автомобилиста» в низшем профессиональном эшелоне чемпионата России, георгиевский «Спартак» в 1995 году добился права играть в первой лиге, а в 1999-м стал участником высшей лиги «Б». В том же году связующий «Спартака» Роман Ратунда был вызван в юниорскую сборную России и в её составе завоевал золото на чемпионате мира в Саудовской Аравии.
В сезоне-2000/01 «Кавказтрансгаз-Спартак» впервые пробился в финал высшей лиги «Б», а внимание наставников сборных резерва привлёк ещё один воспитанник клуба — центральный блокирующий Андрей Ащев, в апреле 2001 года ставший победителем и лучшим игроком чемпионата Европы среди юношей в Чехии. В августе того же года его одноклубник Роман Ратунда выиграл серебряную медаль молодёжного первенства планеты во Вроцлаве.
Несмотря на регулярные переходы перспективных игроков в более именитые клубы, «Кавказтрансгаз-Спартак» демонстрировал стабильные результаты. В 2002 и 2005 годах команда занимала третьи места в финалах высшей лиги «Б», а в 2007-м по итогам матчей во Владимире и Мирном стала второй и получила право на повышение классе. Цвета георгиевского коллектива, бессменно возглавляемого заслуженным тренером России Михаилом Антоновичем Волосевичем, защищали связующие Валерий Волосевич и Александр Ситников, блокирующие Павел Блинников, Мурат Джусоев и Алексей Суров, либеро Александр Волосевич, нападающие Дмитрий Ерохин, Александр Ноздрачёв, Юрий Свиденцов, Александр Толмачёв, Александр Пчелинцев (чемпион России 2001 года в составе МГТУ) и мастер спорта Юрий Лисицкий (двукратный бронзовый призёр чемпионатов страны в составе казанского «Динамо-Таттрансгаз»).
Задержаться во втором по силе дивизионе чемпионата России волейболистам из Георгиевска не удалось — в сезоне-2007/08 «Кавказтрансгаз» финишировал на предпоследней позиции в первенстве высшей лиги «А», всего на 5 очков отстав от спасительного 10-го места. Летом 2008 года команда сменила название на «Газпром-Ставрополь» и в каждом из шести следующих чемпионатов страны выходила в финалы высшей лиги «Б», решив наконец задачу по возвращению в подэлитный дивизион в сезоне-2013/14, в рамках которого выиграла 36 из 40 проведённых матчей. К успеху команду привёл Юрий Геннадьевич Лисицкий, возглавивший её после смерти Михаила Волосевича в апреле 2013 года. Победителями первенства лиги «Б» стали Андрей Асташенков, Александр Волосевич, Артём Киктев, Семён Кривитченко, Георгий Мамедов, Алексей Маркин, Михаил Метелёв, Ильдар Мингазов, Иван Молчанов, Роман Мухаметов, Андрей Носов, Валерий Переверзев, Александр Пятыркин (капитан команды) и Андрей Чикалов.
В наступившем межсезонье «Газпром-Ставрополь» сохранил большинство игроков основной обоймы (связующего Мамедова, диагонального Чикалова, доигровщика Пятыркина, блокирующего Асташенкова) и усилил свои ряды новобранцами в лице Александра Кузмичёва из «Динамо-ЛО», Ильи Свидлова из «Губернии», а также украинских игроков Романа Добрицы и Сергея Кушнира. Первый сезон после возвращения в высшую лигу «А» оказался для команды успешным — по итогам чемпионата России-2014/15 подопечные Юрия Лисицкого заняли 6-е место.
В дальнейшем результаты георгиевцев пошли на спад. В силу скромных финансовых возможностей команда стала комплектоваться в основном за счёт игроков Молодёжной лиги и местных воспитанников. Так, в сезоне-2015/16 наиболее заметными новичками «Трансгаза-Ставрополя» были четырёхкратный чемпион мира среди сборных резерва связующий Роман Жось и чемпион мира-2013 среди юношей либеро Никита Вишневецкий. В первенстве высшей лиги «А» команда заняла 9-е место. В трёх следующих сезонах «Трансгаз-Ставрополь» финишировал на 11-й позиции и дважды становился участником переходных матчей. В мае 2017 года газовики выиграли переходный турнир в «Волей Граде», а спустя год уступили в серии матчей «Тюмени», но остались в высшей лиге «А» в связи с её расширением до 14 команд. В октябре 2017 года Юрий Лисицкий был приглашён в штаб московского «Динамо», а команду со Ставрополья возглавил его помощник Анатолий Репкин. Летом 2018 года коллектив перебазировался в Кисловодск в связи с несоответствием технического оснащения спортзала в Георгиевске требованиям Всероссийской федерации волейбола.
Перед стартом сезона-2019/20 Юрий Лисицкий вернулся на должность главного тренера, в состав были приглашены два опытных доигровщика — Антон Дубровин и Альберт Строев. С самого начала первенства высшей лиги «А» «Трансгаз-Ставрополь» оказался в лидирующей группе, а в январе 2020 года возглавил турнирную таблицу, выиграв на тот момент 19 из 20 матчей. Спустя два месяца команда вновь вышла на первое место, имея в активе 23 победы при 5 поражениях, после чего турнир был досрочно завершён из-за распространения коронавирусной инфекции COVID-19. Как победитель высшей лиги «А» «Трансгаз-Ставрополь» получил право на переход в Суперлигу, однако в июне 2020 года многолетний спонсор команды — ООО «Газпром трансгаз Ставрополь» — прекратил её финансирование. В сентябре, не сумев найти нового спонсора, команда снялась с розыгрыша Кубка России и чемпионата высшей лиги «А». Ряд игроков кисловодского коллектива продолжили выступление в Суперлиге — Марат Гафаров перешёл в «Динамо-ЛО», Иван Полянский и Дмитрий Кравченко — в «Енисей», Ярослав Верный — в «Югру-Самотлор», а главный тренер Юрий Лисицкий стал ассистентом Игоря Шулепова в «Урале».

## Результаты в чемпионате России
| Сезон   | Лига                  | Место             | И  | В  | П  | С/П    | Главный тренер                 |
| ------- | --------------------- | ----------------- | -- | -- | -- | ------ | ------------------------------ |
| 1993/94 | Вторая лига (III)     | 5-е               |    |    |    |        | Михаил Волосевич               |
| 1994/95 | Вторая лига (III)     | 2-е               |    |    |    |        | Михаил Волосевич               |
| 1995/96 | Первая лига (III)     | 6-е               |    |    |    |        | Михаил Волосевич               |
| 1996/97 | Первая лига (III)     |                   |    |    |    |        | Михаил Волосевич               |
| 1997/98 | Первая лига (IV)      | 6-е в зоне Европы | 21 | 11 | 10 | 40:50  | Михаил Волосевич               |
| 1998/99 | Первая лига (IV)      | 5-е в зоне Европы | 35 | 14 | 21 | 66:73  | Михаил Волосевич               |
| 1999/00 | Высшая лига «Б» (III) | 5-е в зоне Европы | 42 | 16 | 26 | 72:88  | Михаил Волосевич               |
| 2000/01 | Высшая лига «Б» (III) | 4-е               | 50 | 30 | 20 | 114:80 | Михаил Волосевич               |
| 2001/02 | Высшая лига «Б» (III) | 3-е               | 50 | 31 | 19 | 105:79 | Михаил Волосевич               |
| 2002/03 | Высшая лига «Б» (III) | 7-е в зоне Европы | 37 | 21 | 16 | 77:61  | Михаил Волосевич               |
| 2003/04 | Высшая лига «Б» (III) | 5-е в зоне Европы | 37 | 17 | 20 | 73:70  | Михаил Волосевич               |
| 2004/05 | Высшая лига «Б» (III) | 3-е               | 41 | 27 | 14 | 91:72  | Михаил Волосевич               |
| 2005/06 | Высшая лига «Б» (III) | 4-е в зоне Европы | 35 | 18 | 17 | 72:66  | Михаил Волосевич               |
| 2006/07 | Высшая лига «Б» (III) | 2-е               | 47 | 30 | 17 | 102:83 | Михаил Волосевич               |
| 2007/08 | Высшая лига «А» (II)  | 11-е              | 44 | 13 | 31 | 62:106 | Михаил Волосевич               |
| 2008/09 | Высшая лига «Б» (III) | 4-е               | 54 | 36 | 18 | 124:83 | Михаил Волосевич               |
| 2009/10 | Высшая лига «Б» (III) | 3-е               | 54 | 36 | 18 | 125:79 | Михаил Волосевич               |
| 2010/11 | Высшая лига «Б» (III) | 4-е               | 54 | 35 | 19 | 124:92 | Михаил Волосевич               |
| 2011/12 | Высшая лига «Б» (III) | 6-е               | 50 | 36 | 14 | 118:59 | Михаил Волосевич               |
| 2012/13 | Высшая лига «Б» (III) | 3-е               | 40 | 33 | 7  | 102:43 | Михаил Волосевич               |
| 2013/14 | Высшая лига «Б» (III) | 1-е               | 40 | 36 | 4  | 112:22 | Юрий Лисицкий                  |
| 2014/15 | Высшая лига «А» (II)  | 6-е               | 44 | 23 | 21 | 89:85  | Юрий Лисицкий                  |
| 2015/16 | Высшая лига «А» (II)  | 9-е               | 44 | 22 | 22 | 82:83  | Юрий Лисицкий                  |
| 2016/17 | Высшая лига «А» (II)  | 11-е              | 44 | 12 | 32 | 66:107 | Юрий Лисицкий                  |
| 2016/17 | Переходный турнир     | 1-е               | 6  | 5  | 1  | 15:7   | Юрий Лисицкий                  |
| 2017/18 | Высшая лига «А» (II)  | 11-е              | 40 | 6  | 34 | 27:107 | Юрий Лисицкий, Анатолий Репкин |
| 2017/18 | Переходный турнир     | 2-е               | 4  | 1  | 3  | 7:10   | Анатолий Репкин                |
| 2018/19 | Высшая лига «А» (II)  | 11-е              | 48 | 17 | 31 | 77:115 | Анатолий Репкин                |
| 2019/20 | Высшая лига «А» (II)  | 1-е               | 28 | 23 | 5  | 75:33  | Юрий Лисицкий                  |

## Состав в сезоне-2019/20
В сезоне-2019/20 «Трансгаз-Ставрополь» добился высшего достижения в своей истории, став победителем чемпионата России в высшей лиге «А».
| №                       | Имя                     | Год рождения            | Рост                    |                         |                         |
| Центральные блокирующие | Центральные блокирующие | Центральные блокирующие | Центральные блокирующие | Центральные блокирующие | Центральные блокирующие |
| ----------------------- | ----------------------- | ----------------------- | ----------------------- | ----------------------- | ----------------------- |
| 4                       | Дмитрий Кравченко       | 1994                    | 204                     |                         |                         |
| 5                       | Сергей Комендантов      | 1993                    | 200                     |                         |                         |
| 13                      | Ярослав Верный          | 1991                    | 204                     |                         |                         |
| 16                      | Илья Шиянов             | 2000                    | 208                     |                         |                         |
| Связующие               |                         |                         |                         |                         |                         |
| 7                       | Марат Гафаров           | 1994                    | 194                     |                         |                         |
| 11                      | Никита Савостьянов      | 1996                    | 204                     |                         |                         |
| Диагональные            |                         |                         |                         |                         |                         |
| 1                       | Иван Полянский          | 1997                    | 200                     |                         |                         |
| 3                       | Александр Рудоманов     | 1997                    | 198                     |                         |                         |

| №                                | Имя              | Год рождения | Рост        |             |             |
| Доигровщики                      | Доигровщики      | Доигровщики  | Доигровщики | Доигровщики | Доигровщики |
| -------------------------------- | ---------------- | ------------ | ----------- | ----------- | ----------- |
| 6                                | Альберт Строев   | 1986         | 200         |             |             |
| 9                                | Никита Мишагин   | 1996         | 194         |             |             |
| 14                               | Денис Горбачёв   | 1994         | 206         |             |             |
| 15                               | Антон Дубровин   | 1984         | 197         |             |             |
| Либеро                           |                  |              |             |             |             |
| 8                                | Никита Таренко   | 2001         | 193         |             |             |
| 10                               | Виктор Серов     | 2002         | 191         |             |             |
| 17                               | Владислав Дьяков | 1995         | 181         |             |             |
| Главный тренер — Юрий Лисицкий   |                  |              |             |             |             |
| Старший тренер — Анатолий Репкин |                  |              |             |             |             |

## Арена
До 2018 года команда «Трансгаз-Ставрополь» принимала соперников в культурно-спортивном комплексе Георгиевского колледжа (Георгиевск, улица Калинина, 152), с сезона-2018/19 домашней ареной служил спортивный зал Кисловодского гуманитарно-технического института (Кисловодск, проспект Победы, 37А).